# Tupungato (departement)
Tupungato is een departement in de Argentijnse provincie Mendoza. Het departement (Spaans:  departamento) heeft een oppervlakte van 2.485 km² en telt 28.539 inwoners.

## Plaatsen in departement Tupungaton
- Anchoris
- Cordón del Plata
- El Peral
- El Zampal
- El Zampalito
- Gualtallary
- La Arboleda
- La Carrera
- San José
- Santa Clara
- Tupungato
- Villa Bastías
- Zapata